# Nombre vampir
En matemàtiques, i concretament en teoria de nombres, un nombre vampir V és un nombre natural compost amb un nombre parell n de xifres i que es pot escriure com a producte de dos nombres naturals x i y (cadascun amb n/2 xifres, i no poden acabar tots dos amb zero) de manera que V conté totes les xifres de x i y, sigui de forma ordenada o no. Els nombres x i y s'anomenen els ullals del vampir.
Per exemple: 1260 = 21 × 60, per tant 1260 és un nombre vampir, i 21 i 60 en són els ullals. Tanmateix, 126000 (que es pot expressar com a 21 × 6000 o 210 × 600) no ho és, ja que 21 i 6000 no tenen el nombre de dígits correcte, i tant 210 com 600 tenen zeros finals. De la mateixa manera, 1023 (que es pot expressar com a 31 × 33) no ho és, perquè tot i que 1023 conté tots els dígits de 31 i 33, els quatre dígits del parell (3133) no són una permutació dels dígits del nombre original.
Els primers nombres vampir van aparèixer l'any 1994 en un missatge de Clifford A. Pickover al grup sci.math de Usenet, i l'article que va escriure més tard es va publicar al capítol 30 del seu llibre Keys to Infinity.
S'han trobat nombres vampir múltiples, per exemple 24959017348650 és el primer nombre que té fins a cinc parells d'ullals vàlids.

## Matrius vampíriques
La idea dels nombres vampir es pot expandir a matrius emprant el producte matricial.
Per exemple: {\displaystyle {\begin{pmatrix}3&4\\6&8\end{pmatrix}}\times {\begin{pmatrix}3&4\\6&8\end{pmatrix}}={\begin{pmatrix}{33}&{44}\\{66}&{88}\end{pmatrix}}}
Tal com es pot observar a l'exemple, una manera d'obtenir aquest tipus de matrius en què les dues matrius ullal són iguals és buscant els casos en què es compleix la fórmula:
{\displaystyle {\begin{pmatrix}A&B\\C&D\end{pmatrix}}^{2}=k{\begin{pmatrix}A&B\\C&D\end{pmatrix}}}
on {\displaystyle k} és el nombre necessari per passar un nombre a la seva forma duplicada: 11, 101, 1001... (és a dir 10n+1, on n és el nombre de xifres).
Exemple: {\displaystyle {\begin{pmatrix}{23}&{26}\\{69}&{78}\end{pmatrix}}^{2}=101{\begin{pmatrix}{23}&{26}\\{69}&{78}\end{pmatrix}}={\begin{pmatrix}{2323}&{2626}\\{6969}&{7878}\end{pmatrix}}}
Les solucions a aquesta funció {\displaystyle M^{2}=kM} es poden trobar utilitzant el polinomi característic de la matriu, amb el teorema de Cayley–Hamilton {\displaystyle \det(\lambda I-M)}. Concretament, la matriu és vampírica si el determinant és 0 i la suma de la diagonal principal ({\displaystyle A+D}) és {\displaystyle k}. Per tant, és vàlid per a qualsevol matriu que compleix:
{\displaystyle {\begin{pmatrix}{a}&{m(k-a)}\\{{\frac {1}{m}}a}&{k-a}\end{pmatrix}}}
i tots quatre components de la matriu són nombres naturals amb n xifres.
La definició es pot generalitzar per matrius amb més de dos ullals, o per matrius quadrades de més dimensions, emprant el producte matricial de la mateixa manera.

## Variants
Els nombres pseudovampir són similars als nombres vampir, excepte que els ullals d'un nombre pseudovampir amb n dígits no han de tenir n/2 dígits. Per tant, els nombres pseudovampir poden tenir un nombre senar de dígits, per exemple 126 = 6 × 21. Més generalment, es permeten més de dos ullals, per exemple 1395 = 5 × 9 × 31. Emprant aquesta descripció menys estricta, els nombres pseudovampir són tots els nombres n que es poden factoritzar utilitzant els dígits de n.
Un nombre vampir primer és un nombre vampir que els seus ullals són els seus factors primers.
Un nombre vampir doble és aquell que els seus ullals també són nombres vampir.
Finalment, el concepte de nombre vampir també es pot expandir a nombres vampir de base b, o fins i tot fent servir altres sistemes de numeració, com en el cas dels nombres romans: II × IV = VIII